# Chiesa di San Martino Vescovo (San Martino Buon Albergo)
La chiesa di San Martino Vescovo è la parrocchiale di San Martino Buon Albergo, in provincia e diocesi di Verona; fa parte del vicariato dell'Est Veronese.

## Storia
La primitiva chiesa di San Martino Buon Albergo fu edificata probabilmente tra i secoli IX e X. Questo edificio passò sotto l'influenza dell'abbazia di San Zeno di Verona nel 1146. Nel XV secolo il campanile fu sopraelevato e, dalla relazione della visita pastorale del 1526, s'apprende che la chiesa era già parrocchiale. L'attuale parrocchiale venne costruita tra il 1740 ed 1744 e consacrata dal vescovo di Verona Giovanni Bragadin nel 1747. La chiesa fu poi ampliata tra il 1945 ed il 1954. Infine, l'edificio venne restaurato tra il 2014 ed il 2016.